# Serie C 2019/2020
Soutěžní ročník Serie C 2019/20 byl 6. ročník třetí nejvyšší italské fotbalové ligy. Soutěž začala 24. srpna 2019 a skončí kvůli pandemii covidu-19 22. července 2020. Účastnilo se jí celkem 60 týmů rozdělené do tří skupin po 20 klubech. Z každé skupiny postoupil vítěz přímo do druhé ligy a jeden klub který vyhrál play off. Kvůli pandemii covidu-19 se základní část ukončila již 9. března 2020. Aby se soutěž dohrála, tak se vedení soutěže rozhodlo po neúplném 27. kole základní část ukončit. O určení konečného výsledku soutěže byl vypočítán bodový koeficient. Některé kluby se play off vzdali.
Pro následující sezonu nebyly přijaty tyto kluby:
- Arzachena Costa Smeralda Calcio: v minulé sezóně se umístil na 14. místě ve skupině A, kvůli finančním problémům hrál v nižší lize.
- Albissola 2010: v minulé sezóně se umístil na 17. místě ve skupině A, kvůli finančním problémům hrál ohlásil bankrot.
- SSD Lucchese 1905: v minulé sezóně se umístil na 19. místě ve skupině A, kvůli finančním problémům hrál v nižší lize.
- ASD Siracusa: v minulé sezóně se umístil na 16. místě ve skupině C, kvůli finančním problémům hrál v regionální soutěži.
- Calcio Foggia 1920 SSD: v minulé sezóně se umístil na 17. místě ve druhé lize, kvůli bankrotu hrál v nižší lize.
- Palermo SSD: v minulé sezóně se umístil na 11. místě ve druhé lize, kvůli bankrotu hrál v nižší lize.

Pro vypočítání koeficientu bylo podle vzorce PT + (MPc x NPc) + (MPt x NPt):
- PT: je celkové skóre nahromaděné v žebříčku až do okamžiku definitivního pozastavení
- MPc: je průměr bodů získaných v domácích utkání až do okamžiku definitivního pozastavení
- NPc: je počet zbývajících utkání, které se mají hrát doma podle běžného kalendáře
- MPt: je průměr bodů získaných z utkání venku až do okamžiku definitivního pozastavení
- NPt: je počet utkání zbývajících k hraní podle běžného kalendáře

## Skupina A
| Poř. | Tým                        | Z  | V  | R  | P  | VG | OG | B      |
| ---- | -------------------------- | -- | -- | -- | -- | -- | -- | ------ |
| 1.   | AC Monza                   | 27 | 18 | 7  | 2  | 53 | 18 | 86,231 |
| 2.   | Carrarese Calcio 1908      | 27 | 12 | 9  | 6  | 47 | 36 | 62,637 |
| 3.   | AC Renate                  | 27 | 11 | 10 | 6  | 34 | 22 | 60,027 |
| 4.   | US Città di Pontedera      | 27 | 11 | 9  | 7  | 38 | 35 | 58,670 |
| 5.   | US Alessandria Calcio 1912 | 27 | 10 | 10 | 7  | 34 | 30 | 56,165 |
| 6.   | Robur Siena 1              | 27 | 10 | 10 | 7  | 32 | 30 | 56,104 |
| 7.   | Novara Calcio              | 26 | 10 | 8  | 8  | 35 | 29 | 55,538 |
| 8.   | UC AlbinoLeffe             | 27 | 10 | 9  | 8  | 29 | 24 | 55,225 |
| 9.   | SS Arezzo                  | 27 | 8  | 13 | 6  | 33 | 28 | 52,720 |
| 10.  | Juventus FC U23            | 27 | 8  | 12 | 7  | 30 | 34 | 50,527 |
| 11.  | Aurora Pro Patria 1919     | 26 | 7  | 11 | 8  | 32 | 30 | 46,769 |
| 12.  | US Pistoiese 1921          | 27 | 6  | 15 | 6  | 24 | 22 | 46,352 |
| 13.  | Como 1907                  | 26 | 7  | 11 | 8  | 28 | 25 | 46,143 |
| 14.  | FC Pro Vercelli 1892       | 26 | 7  | 10 | 9  | 27 | 28 | 45,464 |
| 15.  | Calcio Lecco 1912          | 26 | 7  | 7  | 12 | 27 | 42 | 41,393 |
| 16.  | US Pergolettese 1932       | 27 | 6  | 9  | 12 | 21 | 36 | 38,209 |
| 17.  | AS Giana Erminio           | 26 | 6  | 8  | 12 | 28 | 44 | 38,000 |
| 18.  | Olbia Calcio 1905          | 27 | 5  | 10 | 12 | 28 | 44 | 34,973 |
| 19.  | US Pianese                 | 27 | 4  | 12 | 11 | 23 | 30 | 33,824 |
| 20.  | AC Gozzano                 | 27 | 4  | 10 | 13 | 22 | 38 | 30,901 |

Poznámky
- Z = Odehrané zápasy; V = Vítězství; R = Remízy; P = Prohry; VG = Vstřelené góly; OG = Obdržené góly; B = Koeficient
- za výhru 3 body, za remízu 1 bod, za prohru 0 bodů.
- 1  Robur Siena byl odečten 1 bod.

|  | Přímý postup do Serie B 2020/21 |
|  | Play off                        |
|  | Play out                        |
|  | Přímý sestup do Serie D 2020/21 |

### Play out
Boj o udržení v Serii C.
US Pianese – US Pergolettese 1932 0:1, 3:3

Olbia Calcio 1905 – AS Giana Erminio 1:0, 1:1

Sestup do Serie D 2020/21 měly kluby US Pianese a AS Giana Erminio.

## Skupina B
| Poř. | Tým                      | Z  | V  | R  | P  | VG | OG | B      |
| ---- | ------------------------ | -- | -- | -- | -- | -- | -- | ------ |
| 1.   | L.R. Vicenza Virtus      | 27 | 18 | 7  | 2  | 41 | 12 | 85,918 |
| 2.   | Reggio Audace FC         | 27 | 15 | 10 | 2  | 45 | 25 | 76,835 |
| 3.   | Carpi FC 1909            | 26 | 16 | 5  | 5  | 44 | 21 | 76,452 |
| 4.   | FC Südtirol              | 27 | 15 | 3  | 9  | 43 | 24 | 67,962 |
| 5.   | Calcio Padova            | 26 | 13 | 5  | 8  | 35 | 19 | 64,308 |
| 6.   | Feralpisalò              | 26 | 12 | 8  | 6  | 34 | 31 | 64,308 |
| 7.   | Piacenza Calcio 1919     | 26 | 10 | 11 | 5  | 32 | 24 | 60,619 |
| 8.   | US Triestina Calcio 1918 | 27 | 12 | 4  | 11 | 36 | 32 | 56,582 |
| 9.   | Modena FC 2018           | 27 | 11 | 7  | 9  | 29 | 25 | 55,747 |
| 10.  | SS Sambenedettese        | 26 | 9  | 6  | 11 | 31 | 31 | 48,231 |
| 11.  | Fermana FC               | 27 | 8  | 9  | 10 | 22 | 33 | 46,874 |
| 12.  | Virtusvecomp Verona      | 27 | 8  | 8  | 11 | 33 | 35 | 44,681 |
| 13.  | Cesena FC                | 27 | 7  | 9  | 11 | 33 | 42 | 42,071 |
| 14.  | Vis Pesaro dal 1898      | 27 | 7  | 7  | 13 | 22 | 37 | 39,670 |
| 15.  | AS Gubbio 1910           | 27 | 5  | 13 | 9  | 23 | 31 | 39,566 |
| 16.  | Ravenna FC 1913          | 27 | 7  | 6  | 14 | 25 | 41 | 37,896 |
| 17.  | Imolese Calcio 1919      | 27 | 7  | 11 | 12 | 20 | 35 | 32,467 |
| 18.  | FC Arzignano Valchiampo  | 26 | 4  | 10 | 12 | 18 | 32 | 32,154 |
| 19.  | Alma Juventus Fano 1906  | 27 | 5  | 6  | 16 | 24 | 42 | 29,753 |
| 20.  | Rimini FC                | 27 | 4  | 9  | 14 | 24 | 42 | 29,022 |

Poznámky
- Z = Odehrané zápasy; V = Vítězství; R = Remízy; P = Prohry; VG = Vstřelené góly; OG = Obdržené góly; B = Koeficient
- za výhru 3 body, za remízu 1 bod, za prohru 0 bodů.

|  | Přímý postup do Serie B 2020/21 |
|  | Play off                        |
|  | Play out                        |
|  | Přímý sestup do Serie D 2020/21 |

### Play out
Boj o udržení v Serii C.
Alma Juventus Fano 1906 – Ravenna FC 1913 2:0, 1:0

FC Arzignano Valchiampo – Imolese Calcio 1919 1:2, 0:0

Sestup do Serie D 2020/21 měly kluby Ravenna FC 1913 a FC Arzignano Valchiampo.

## Skupina C
| Poř. | Tým                       | Z  | V  | R  | P  | VG | OG | B      |
| ---- | ------------------------- | -- | -- | -- | -- | -- | -- | ------ |
| 1.   | Reggina 1914              | 30 | 21 | 6  | 3  | 54 | 19 | 87,705 |
| 2.   | SSC Bari                  | 30 | 16 | 12 | 2  | 54 | 24 | 76,509 |
| 3.   | SS Monopoli 1966          | 30 | 18 | 3  | 9  | 40 | 22 | 72,946 |
| 4.   | Potenza Calcio            | 30 | 16 | 8  | 6  | 36 | 23 | 70,933 |
| 5.   | Ternana Calcio            | 30 | 14 | 9  | 7  | 38 | 29 | 64,600 |
| 6.   | Calcio Catania 2          | 30 | 13 | 8  | 9  | 39 | 38 | 57,533 |
| 7.   | US Catanzaro 1929         | 30 | 12 | 7  | 11 | 41 | 36 | 53,268 |
| 8.   | SS Teramo Calcio          | 30 | 11 | 8  | 11 | 29 | 31 | 50,893 |
| 9.   | Virtus Francavilla Calcio | 30 | 10 | 10 | 10 | 39 | 36 | 50,893 |
| 10.  | US Avellino 1912          | 30 | 11 | 7  | 12 | 34 | 38 | 50,667 |
| 11.  | US Vibonese Calcio        | 30 | 9  | 12 | 19 | 48 | 37 | 49,400 |
| 12.  | AS Viterbese Castrense    | 30 | 11 | 6  | 13 | 37 | 38 | 49,400 |
| 13.  | Cavese 1919               | 30 | 9  | 11 | 10 | 24 | 36 | 47,161 |
| 14.  | Paganese Calcio 1926      | 30 | 8  | 12 | 10 | 35 | 34 | 46,652 |
| 15.  | Casertana FC 2            | 30 | 8  | 14 | 8  | 37 | 35 | 46,133 |
| 16.  | AZ Picerno                | 30 | 8  | 8  | 14 | 29 | 38 | 40,533 |
| 17.  | Sicula Leonzio            | 30 | 7  | 8  | 15 | 31 | 46 | 36,733 |
| 18.  | AS Bisceglie              | 30 | 3  | 11 | 16 | 21 | 40 | 25,333 |
| 19.  | Rende Calcio 1968         | 30 | 3  | 9  | 18 | 19 | 50 | 22,800 |
| 20.  | FC Rieti 1                | 30 | 5  | 5  | 20 | 29 | 64 | 20,333 |

Poznámky
- Z = Odehrané zápasy; V = Vítězství; R = Remízy; P = Prohry; VG = Vstřelené góly; OG = Obdržené góly; B = Koeficient
- za výhru 3 body, za remízu 1 bod, za prohru 0 bodů.
- 1  FC Rieti bylo odečteno 5 bodů.
- 2  Calcio Catania a Casertana FC byly odečteny 2 body.

|  | Přímý postup do Serie B 2020/21 |
|  | Play off                        |
|  | Play out                        |
|  | Přímý sestup do Serie D 2020/21 |

### Play out
Boj o udržení v Serii C.
Rende Calcio 1968 – AZ Picerno 1:0, 0:3

AS Bisceglie – Sicula Leonzio 0:1, 0:1

Sestup do Serie D 2020/21 měly kluby Rende Calcio 1968 a AS Bisceglie.

## Play off
Boj o postupující místo do Serie B 2018/19.

### 1. předkolo
Novara Calcio – UC AlbinoLeffe 0:0

US Alessandria Calcio 1912 – Aurora Pro Patria 1919 bez boje 

Robur Siena – SS Arezzo bez boje 

Calcio Padova – SS Sambenedettese 0:0

Feralpisalò – Modena FC 2018 bez boje 

Piacenza Calcio 1919 – US Triestina Calcio 1918 bez boje 

Calcio Catania – Virtus Francavilla Calcio 3:2

US Catanzaro 1929 – SS Teramo Calcio 0:0

Ternana Calcio – US Avellino 1912 0:0
- tučné znamená postup

### 2. předkolo
US Alessandria Calcio 1912 – Robur Siena 3:2

US Città di Pontedera – Novara Calcio bez boje 

FC Südtirol – US Triestina Calcio 1918 0:1

Calcio Padova – Feralpisalò 1:0

Potenza Calcio – US Catanzaro 1929 1:1

Ternana Calcio – Calcio Catania 1:1

### Osmifinále
SS Monopoli 1966 – Ternana Calcio 0:1

Juventus U23 – Calcio Padova 2:0

Carpi FC 1909 – US Alessandria Calcio 1912 2:2

AC Renate – Novara Calcio 1:2

Potenza Calcio – US Triestina Calcio 1918 1:0

### Čtvrtfinále
Reggio Audace FC – Potenza Calcio 0:0

SSC Bari – Ternana Calcio 1:1

Carrarese Calcio 1908 – Juventus U23 2:2

Carpi FC 1909 – Novara Calcio 1:2

### Semifinále
Reggio Audace FC – Novara Calcio 2:1

SSC Bari – Carrarese Calcio 1908 2:1 (v prodl.)

### Finále
Reggio Audace FC – SSC Bari 1:0
Postup do Serie B 2020/21 měl klub Reggio Audace FC.